# Brug 621
Brug 621 is een vaste brug in Amsterdam Nieuw-West.
De brug is gelegen over een duiker in de Burgemeester Röellstraat. Ze overspant een naamloze gracht nabij het Henrick Veldekehof.
Een eerste vaste brug kwam hier omstreeks 1957 en was van de hand van architect Aldo van Eyck. Die werkte kortstondig voor de Dienst der Publieke Werken in Amsterdam. Hij ontwierp daarvoor onder meer de klimrekken voor speelplaatsen, maar af en toe ontwierp hij ook een brug. De brug lag destijds in een dijklichaam; de overspanning was open over de volle breedte van de gracht. Ter plaatse van de brug was er voor voetgangers een onderdoorgang langs de gracht geïntegreerd.
Van 18 augustus 1961 tot 18 oktober 1965 reed bus 20 over de brug. In het stadsspoorplan uit 1968 was over de brug een metrolijn gepland. In afwachting daarvan zou daar voorlopig tramlijn 13 komen te rijden maar dat gebeurde pas op 12 oktober 1974, veel later dan de bedoeling was, en de metro is nimmer verschenen.
Tussen 2000 en 2001 werd de verhoogde Burgemeester Roëllstraat afgegraven; het dijklichaam verdween en de straat kwam op maaiveldniveau te liggen. Toen werd ook de brug van Van Eyck, net als brug 650 van Dick Slebos gesloopt. Die laatste kreeg geen vervanging, maar de brug van Van Eyck kreeg wel een nieuwe versie. Die kreeg daarbij ze hetzelfde uiterlijk als de bruggen 620 en 622. Ze transformeerde van brug in de vorm van een viaduct naar een brug over een duiker. Het dek laat voetpaden, fietspaden, een rijstrook met richting en in het midden een vrije trambaan tussen heggen zien.
<<< · 600 · 601 · 602 · 603 · 604 · 605 · 606 · 607 · 608 · 609 · 610 · 611 · 612 · 613 · 614 · 615 · 616 · 617 · 618 · 619 · 620 · 621 · 622 · 623 · 624 · 626 · 627 · 628 · 629 · 630 · 631 · 632 · 633 · 634 · 635 · 636 · 637 · 638 · 639 · 643 · 651 · 652 · 653 · 655 · 656 · 657 · 658 · 659 · 660 · 661 · 662 · 663 · 664 · 665 · 666 · 667 · 668 · 669 · 670 · 671 · 673 · 674 · 675 · 676 · 677 · 678 · 679 · 681 · 682 · 683 · 684 · 685 · 687 · 688 · 689 · 690 · 691 · 692 · 695 · 696 · 699 · >>>
Verdwenen brugnummers: 625 (afgebroken brug Sam van Houtenstraat), 640, 644, 645, 646, 647, 648, 650, 672 (duiker Cornelis Lelylaan, Rembrandtpark), 694, 698.
Nooit gebouwd: 649, 680 (nooit gebouwde brug Sloterplas).
Brugnummers 641, 642, 654, 686, 693, 694 en 697 zijn onbekend.